# Arboretum Dr. Pius Font i Quer
El Arboreto Dr. Pius Font i Quer (en catalán: Arborètum Dr. Pius Font i Quer) es un Jardín botánico y arboreto de 6,5 hectáreas de extensión, que forma parte del "Parque Científico y Tecnológico Agrolimentario de Lérida"., administrado por la Universidad de Lérida y el Ayuntamiento de Lérida; se encuentra en Lérida, Cataluña, España.
El arboreto lleva el nombre del botánico y farmacéutico leridano Pius Font i Quer.

## Localización
Se encuentra en el barrio de Ciutat Jardí y a pocos metros del campus universitario de la Escuela Técnica Superior de Ingeniería Agraria de Lérida -ETSEA- (Universidad de Lérida). Entrada gratuita el primer domingo de cada mes todo el día y los días de la fiesta mayor de la ciudad.

## Historia
Las obras de construcción se iniciaron en diciembre del 2007 y fue inaugurado al público el mes de abril de año 2013, sin embargo todavía no están completadas las plantaciones de los ambientes mediterráneos del bosque chileno y del bosque de California.
Consiste en una colección de plantas vivas ordenadas en función del bioma de la tierra dónde viven. Es un proyecto redactado por un grupo de profesores de la Escuela Técnica Superior de Ingeniería Agraria de la Universidad de Lérida. El agua tiene un papel destacado como elemento vertebrador. Tanto en movimiento como en forma de lámina, será el elemento natural conductor de los diversos paisajes. Se ha instalado un sistema de riego gota a gota, a partir de una balsa propia.

## Colecciones
Sobre una superficie de unas 6,5 hectáreas cedidas por la Ayuntamiento de Lérida, el Arboreto representa cuatro de los biomas más importantes del mundo:
- los bosques aciculiformes boreales,
- la selva templada,
- los bosques templados caducifolios,
- las formaciones mediterráneas o bosques de esclerófilos).

Dentro de cada uno de ellos, se han recreado hasta 18 de sus ambientes más representativos. En total tiene alrededor de 4500 árboles y arbustos para recrear los diferentes paisajes boscosos de cada bioma. Las obras han durado cuatro años y han supuesto una inversión de 3 millones de euros.

## Actividades
La principal finalidad del Arboreto es científica: un espacio de búsqueda y análisis para grupos de investigación, docentes y pedagógicos que pueden estudiar temas fitosanitarios, de suelos, genética, taxonomía vegetal, paisajismo urbano o riego. También tiene una vertiente pedagógica, dirigida a escuelas e institutos, y una de turística. Se han diseñado itinerarios accesibles para personas ciegas y con movilidad reducida.
El parque se integra al sistema de espacios libres de la ciudad de Lérida. Dispone de un edificio para la recepción y para acoger a los investigadores. Anejo al Arboreto, además, se halla el nuevo observatorio meteorológico de AEMET.